# 時間停止
時間停止（じかんていし）は、フィクション（特にSF）において、物語の中心人物を除いた全世界の時間の流れが停止する現象のこと。また、その現象を人為的に起こす装置ないし能力。

## 概念
時間停止によって現れる非現実的な情景の描写は、サイコトロピック・ファンタジー（向精神薬の使用に似た思考や感覚を描く幻想文学）の主要な一ジャンルである。またSFにおける古典的なテーマでもあり、道具のうちでも時間にまつわるという考えから時計状の物として描かれる装置などを使用、もしくは特殊な能力で人為的に時間を止めるものとしてこれら作品に用いられる。
H・G・ウェルズ『新加速剤』をはじめとして数多くの映画や小説、アニメ、ドラマなどで使われている。
ただし、こういった物語では「数十秒から数分程度しか時間を停止出来ない」や「時間が停止している反動で主人公の周囲だけ時間の流れが速く急激に老化が進行する」ほか、特殊能力に関連しては「膨大な気力・体力を損耗する」などの制約やデメリットを伴うなどの描写も見られ、これも物語のエッセンスとして彩を添える。
ホルヘ・ルイス・ボルヘスの『隠れた奇跡』のような作品では、主人公の思考と感覚を除く全世界のほか、主人公自身の物理的活動もまた停止する。

## 可能性と物語
現実的に考えると、時間停止中は全ての運動や電気的・化学的な状態変化が停止してしまうことを意味し、そこでは通常の物理法則は意味をなしえない。
ただそうなってしまうと物語が進まないため、時間停止者（停止させた側の便宜的呼称）の周りの一定空間のみ時間が止まらないものとして考える様式が、こういったものを扱う物語では一般的である。もう少し厳密ではない作品では、余りこの辺りの事情は考慮されず、専ら御都合主義的な解釈で、単に他人や周辺の物体の固有運動が静止している状態としてのみ扱われる。
他の考え方としては、主観的な時間の経過のみが極端に早くなっている状態として描かれる作品もある。この場合は厳密には時間停止ではないが、この「異常に早い時間の中にいる側」から「通常の時間経過の中にいる側」を観測すると、その時間経過の格差によっては運動はきわめてゆっくりであるために、静止しているように見える。こういった考え方には加速装置という概念がある。